# Linia 13 metra w Paryżu
Linia 13 paryskiego metra jest linią zbudowaną w Paryżu w 1911 roku. Ostatnio rozbudowywana w 2008 r. Jej długość wynosi 24,3 km. Łączy stacje Châtillon - Montrouge z Saint-Denis - Université i Asnières - Gennevilliers - Les Courtilles. Jest obsługiwana przez składy typu MF 77.
Z linii 13 korzysta regularnie około 650 tys. użytkowników. Według Google Maps paryska linia 13 jest 5. najbardziej zatłoczoną linią metra na całym świecie.

## Lista stacji

### W eksploatacji
| #                               | Nazwa                                        | Miejscowość/dzielnica                                    | Otwarcie | Możliwe przesiadki | Liczba pasażerów (2021) | Pozycja w całym systemie względem liczby pasażerów (2021) |
| ------------------------------- | -------------------------------------------- | -------------------------------------------------------- | -------- | ------------------ | ----------------------- | --------------------------------------------------------- |
| Odgałęzienie północno-zachodnie |                                              |                                                          |          |                    |                         |                                                           |
| 1                               | Asnières – Gennevilliers Les Courtilles      | Asnières-sur-Seine; Gennevilliers                        | 2008     |                    | 2 802 689               | 122                                                       |
| 2                               | Asnières – Gennevilliers Les Agnettes        | Asnières-sur-Seine; Gennevilliers                        | 2008     | –                  | 1 890 356               | 189                                                       |
| 3                               | Asnières – Gennevilliers Gabriel Péri        | Asnières-sur-Seine; Gennevilliers                        | 1980     | –                  | 3 790 573               | 64                                                        |
| 4                               | Mairie de Clichy                             | Clichy                                                   | 1980     | –                  | 4 043 071               | 53                                                        |
| 5                               | Porte de Clichy Tribunal de Paris            | 17. dzielnica                                            | 1912     |                    | 5 278 497               | 29                                                        |
| 6                               | Brochant                                     | 17. dzielnica                                            | 1912     | –                  | 1 543 298               | 229                                                       |
| Odgałęzienie północne           |                                              |                                                          |          |                    |                         |                                                           |
| 7                               | Saint-Denis – Université                     | Saint-Denis                                              | 1998     | –                  | 3 569 990               | 74                                                        |
| 8                               | Basilique de Saint-Denis Hôtel de Ville      | Saint-Denis                                              | 1976     |                    | 3 991 395               | 54                                                        |
| 9                               | Saint-Denis – Porte de Paris Stade de France | Saint-Denis                                              | 1976     |                    | 3 355 836               | 91                                                        |
| 10                              | Saint-Denis Carrefour Pleyel                 | Saint-Denis                                              | 1952     | –                  | 1 535 528               | 230                                                       |
| 11                              | Mairie de Saint-Ouen Région Île-de-France    | Saint-Ouen-sur-Seine                                     | 1952     |                    | 4 830 810               | 39                                                        |
| 12                              | Garibaldi                                    | Saint-Ouen-sur-Seine                                     | 1952     | –                  | 1 965 002               | 181                                                       |
| 13                              | Porte de Saint-Ouen                          | 17. dzielnica; 18. dzielnica                             | 1911     |                    | 2 710 638               | 125                                                       |
| 14                              | Guy Môquet                                   | 17. dzielnica; 18. dzielnica                             | 1911     | –                  | 2 205 313               | 158                                                       |
| Odcinek główny                  |                                              |                                                          |          |                    |                         |                                                           |
| 15                              | La Fourche                                   | 17. dzielnica; 18. dzielnica                             | 1911     | –                  | 1 829 271               | 198                                                       |
| 16                              | Place de Clichy                              | 8. dzielnica; 9. dzielnica; 17. dzielnica; 18. dzielnica | 1911     |                    | 5 161 932               | 33                                                        |
| 17                              | Liège                                        | 8. dzielnica; 9. dzielnica                               | 1911     | –                  | 1 143 956               | 269                                                       |
| 18                              | Saint-Lazare                                 | 8. dzielnica; 9. dzielnica                               | 1911     |                    | 33 128 384              | 2                                                         |
| 19                              | Miromesnil                                   | 8. dzielnica                                             | 1973     |                    | 3 647 255               | 69                                                        |
| 20                              | Champs-Élysées – Clemenceau Grand Palais     | 8. dzielnica                                             | 1975     |                    | 1 909 005               | 187                                                       |
| 21                              | Invalides                                    | 7. dzielnica                                             | 1923     |                    | 3 482 080               | 79                                                        |
| 22                              | Varenne                                      | 7. dzielnica                                             | 1923     | –                  | 782 697                 | 290                                                       |
| 23                              | Saint-François-Xavier                        | 7. dzielnica                                             | 1923     | –                  | 1 213 378               | 261                                                       |
| 24                              | Duroc                                        | 6. dzielnica; 7. dzielnica; 15. dzielnica                | 1923     |                    | 2 645 064               | 130                                                       |
| 25                              | Montparnasse – Bienvenüe                     | 6. dzielnica; 14. dzielnica; 15. dzielnica               | 1937     |                    | 20 407 224              | 4                                                         |
| 26                              | Gaîté Joséphine Baker                        | 14. dzielnica                                            | 1937     | –                  | 1 644 148               | 216                                                       |
| 27                              | Pernety                                      | 14. dzielnica                                            | 1937     | –                  | 2 173 567               | 162                                                       |
| 28                              | Plaisance                                    | 14. dzielnica                                            | 1937     | –                  | 3 521 753               | 76                                                        |
| 29                              | Porte de Vanves                              | 14. dzielnica                                            | 1937     |                    | 3 395 358               | 87                                                        |
| 30                              | Malakoff – Plateau de Vanves                 | Malakoff                                                 | 1976     | –                  | 2 242 320               | 155                                                       |
| 31                              | Malakoff – Rue Étienne Dolet                 | Malakoff                                                 | 1976     | –                  | 1 450 451               | 239                                                       |
| 32                              | Châtillon – Montrouge                        | Châtillon; Montrouge; Bagneux                            | 1976     |                    | 5 034 012               | 35                                                        |